# Фучу, Хирошима (град)
Фучу (јап. 府中町) је град који се налази у округу Аки, префектура Хирошима, у Јапану.
Од 1. маја 2017, град има процењену популацију од 52.056 и густину од 5.000 људи по km².  Укупна површина је 10,45 km².
Седиште је Мазде.